# Veronika Svensson
Veronika Svensson, född 16 januari 1986, är en svensk fotbollsspelare (målvakt) som bland annat har spelat ett år vardera för klubbarna Bälinge IF och Djurgårdens IF Dam i Damallsvenskan. 
Inför säsongen 2010 skrev hon ett ettårskontrakt med Uppsalaklubben Danmarks IF. Samma år blev hon nominerad till Årets Idrottsstjärna av UNT.
Efter tiden i Danmarks IF har Svensson bland annat spelat för IK Sirius FK, där hon senare även varit reservmålvakt.

## Landslag
Veronika Svensson har spelat med flick- och ungdomslandslag under sin uppväxt fram till hon togs ut till träningsläger med landslaget (U23) 2008.